# Neurosviluppo
Il neurosviluppo è il processo biologico attraverso il quale il sistema nervoso si forma, si organizza e matura durante sia nella fase vita prenatale che postnatale e raggiunge la maturità strutturale e funzionale durante la vita post-natale. Il neurosviluppo è affiancato alla neurogenesi negli adulti.
Se lo sviluppo neurobiologico è anomalo si possono manifestare alcune condizioni del neurosviluppo.

## Tappe del neurosviluppo
Le principali tappe del neurosviluppo includono: la formazione e il differenziamento dei neuroni (neurogenesi), la migrazione dei neuroni immaturi dalle zone di formazione verso i siti finali, l'emissione dei neuriti, o assoni, e la guida dei loro coni di crescita verso le aree di destinazione (neuritogenesi) e la formazione dei contatti sinaptici (sinaptognesi).
Tipicamente, questi processi vengono suddivisi in due classi: attività-dipendenti e attività-indipendenti. I processi attività-indipendenti si ritiene siano determinati in modo rigido dai programmi genetici espressi all'interno dei neuroni. Questi includono: il differenziamento, la migrazione neuronale e la neuritogenesi. Tali processi sono indipendenti dall'attività neurale endogena e/o indotta dall'esperienza sensoriale. Una volta che gli assoni hanno raggiunto le loro aree di destinazione, entrano in gioco i meccanismi attività-dipendenti. A questo punto, l'attività neurale e l'esperienza sensoriale influenzeranno in modo determinante la formazione e la selezione dei nuovi contatti sinaptici e la plasticità sinaptica responsabile del rifinimento dei circuiti neurali in formazione.

## Modelli
Le neuroscienze dello sviluppo si avvalgono di una varietà di modelli animali, quali, ad esempio, il Topo (Mus Musculus), il moscerino della frutta (Drosophila melanogaster), il pesce zebra (Danio rerio), la rana (Xenopus laevis) e il nematode Caenorhabditis elegans.

## Formazione della corda dorsale

### Neurulazione
La neurulazione è il processo embriologico attraverso cui si forma il tubo neurale dall'ectoderma dell'embrione. Essa segue la gastrulazione in tutti i vertebrati. Durante la gastrulazione le cellule migrano dall'interno dell'embrione e si riorganizzano formando i tre foglietti embrionali, ovvero i tre strati di cellule da cui tutti i tessuti dell'organismo hanno origine: endoderma (lo strato più interno), mesoderma e ectoderma (lo strato più esterno). In sintesi, mentre l'ectoderma dà origine alla pelle e al sistema nervoso, l'endoderma forma principalmente gli organi digestivi e respiratori e il mesoderma sviluppa le altre strutture rimanenti (muscoli, scheletro e apparato cardiovascolare)
Dopo la gastrulazione, avviene la formazione della notocorda dal mesoderma. La notocorda invia segnali all'ectoderma sovrastante inducendone la trasformazione in neuroectoderma. Questo determina la formazione di una striscia di cellule staminali che corre lungo la parte posteriore dell'embrione. Questa striscia è chiamata placca neurale ed è l'origine dell'intero sistema nervoso.
La placca neurale si ripiega in fuori durante la terza settimana di gestazione per formare il solco neurale. Iniziando dalla regione che diverrà il collo, le pieghe del solco neurale si chiudono a formare il tubo neurale. La parte anteriore del tubo neurale è chiamato placca basale, la parte posteriore è chiamata placca alare. La fossa interna è chiamata canale neurale. Alla fine della quarta settimana di gestazione, le estremità aperte del tubo neurale, i cosiddetti neuropori, si chiudono.